# 岡山県道68号津山加茂線
岡山県道68号津山加茂線（おかやまけんどう68ごう つやまかもせん）は、岡山県津山市を通る県道（主要地方道）である。

## 概要
岡山県津山市昭和町2丁目と津山市加茂町桑原を結ぶ。

### 路線データ
本線
- 起点：津山市昭和町2丁目（国道53号交点）
- 終点：津山市加茂町桑原（岡山県道・鳥取県道6号津山智頭八東線交点）
- 総延長：19.75 km[要出典]
- 実延長：総延長に同じ

旧道
- 起点：津山市小原（岡山県道68号津山加茂線本線交点）
- 終点：津山市山方（岡山県道68号津山加茂線本線交点）
- 総延長：2.41 km[要出典]
- 実延長：総延長に同じ

## 歴史
- 1982年（昭和57年）
  - 4月1日 - 建設省（当時）告示第935号により岡山県道343号藤屋津山線・岡山県道392号加茂寺元線の各一部と岡山県道344号西一宮加茂線の全線をもって本路線が認定される。
  - 9月24日 - 岡山県告示第848号により認定される。
- 1993年（平成5年）5月11日 - 建設省から、県道津山加茂線が津山加茂線として主要地方道に再指定される[1]。
- 2005年2月28日 - 苫田郡加茂町が津山市に編入されたことに伴い全線が津山市域のみを通る路線になり、併せて終点の地名表記が変更される（苫田郡加茂町桑原→津山市加茂町桑原）。

## 路線状況
津山市上横野・岡山県道476号横野滝線分岐点では「→加茂8km 」という案内標識が津山市街地方面から来た車に対して示されており、そこを右折してようやくこの先の通行止めが分かるのだが、それまでに一切予告はなく、通行を推奨しない道なのに加茂に行けるような案内がなされている。

### 主な橋梁
- 今井橋（吉井川、津山市昭和町2丁目 - 津山市南新座間、延長：140 m）
- 北の街橋（宮川、津山市）
- 観音寺橋（横野川、津山市）

### 通行不能区間
- 津山市上横野 - 津山市加茂町楢井間（荒坂峠）

### 冬期閉鎖区間および閉鎖期間
| 区間                              | 距離   | 期間                   |
| --------------------------------- | ------ | ---------------------- |
| 津山市上横野 - 津山市加茂町楢井間 | 3.7 km | 12月15日 - 翌年3月31日 |

## 地理

### 通過する自治体
- 津山市

### 交差する道路
| 交差する道路                                             | 交差する場所 | 交差する場所 |
| 本線                                                     | 本線         | 本線         |
| -------------------------------------------------------- | ------------ | ------------ |
| 国道53号 国道179号 重複 国道429号 重複                   | 昭和町2丁目  | 起点         |
| 岡山県道452号小原船頭線                                  | 小原         |              |
| 岡山県道68号津山加茂線 / 旧道                            | 小原         |              |
| 岡山県道68号津山加茂線 / 旧道                            | 山方         |              |
| 岡山県道345号上横野兼田線 岡山県道478号大田上横野線 重複 | 上横野       |              |
| 岡山県道476号横野滝線                                    | 上横野       |              |
| 通行不能区間                                             |              |              |
| 岡山県道75号加茂奥津線                                   | 加茂町小中原 |              |
| 岡山県道・鳥取県道6号津山智頭八東線                      | 加茂町桑原   | 終点         |
| 旧道                                                     |              |              |
| 岡山県道68号津山加茂線本線                               | 上河原       | 旧道起点     |
| 岡山県道339号西一宮中北上線                              | 一宮         | 一宮交差点   |
| 岡山県道68号津山加茂線本線                               | 山方         | 旧道終点     |

### 沿線
- 岡山県立津山中学校・高等学校
- 津山市役所 加茂支所
- 吉井川
- 津山市立加茂小学校

### 峠
- 荒坂峠（津山市上横野 - 津山市加茂町楢井間、ただし自動車通行不能）